# Doutnavka

Schematická značka doutnavky

Doutnavka je nízkotlaká plynem plněná výbojka se studenou katodou pracující v oblasti samostatného doutnavého výboje. Odtud pochází její název. Ve skleněné baňce naplněné zpravidla neonem (ale i argonem, heliem, dusíkem, CO2) o tlaku desetin kPa jsou dvě elektrody, mezi nimiž vzniká výboj nezávislý na polaritě přiloženého napětí. Častý je i slangový název neonka, snad podle nejběžnější náplně či podle označení v jiných jazycích.
Fyzikální podstatou doutnavky je přenos elektrického náboje plynem. Plyn se vlivem různých záření ionizuje a vzniklý ion a elektron se mohou působením elektrického pole pohybovat mezi anodou a katodou.[zdroj?]
Po připojení doutnavky na zdroj střídavého napětí svítí obě elektrody, u stejnosměrného zdroje jen elektroda připojená na zápornou svorku – katoda. Toho je možné využít k indikaci polarity a rozlišení střídavého a stejnosměrného napětí.
Pod zlidovělým názvem neon, neonová trubice se vyskytují principem podobné nízkotlaké výbojky, podstatně větších rozměrů. Jsou napájeny vysokým napětím, a využívá se u nich světla zářicího anodového sloupce, který vzniká při vyšších tlacích plynů než v doutnavkách.

## Voltamperová charakteristika doutnavek

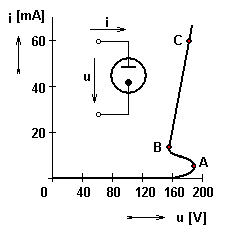
Voltampérová charakteristika doutnavky

Zapalovací napětí je dáno povrchem elektrod, plynovou náplní a dalšími vlivy. Oblast 0–A voltampérové charakteristiky se nazývá oblastí nesamostatného výboje. Velikost proudu je v řádu mikroampér. V bodu A charakteristiky dochází ke vzniku samostatného výboje. Bod A je označován jako zápalné napětí.
Samostatný výboj se udržuje při napětí nižším, než je zápalné napětí. Na VA charakteristice mu odpovídá přímka B-C. Po zapálení doutnavky se zvýší protékající proud, který by nadále rostl a doutnavý výboj by přešel do obloukového. Do série s doutnavkou se proto většinou předřazuje rezistor na omezení protékajícího proudu. Při překročení dovoleného proudu doutnavkou může dojít k jejímu rychlejšímu opotřebení, rozprášení elektrod nebo tepelnému přetížení a destrukci baňky.

## Barva světla
Barva vyzařovaného světla je dána plynovou náplní uvnitř baňky. Časté je použití tzv. Penningovy směsi (99,5 % neonu a 0,5 % argonu), která má výhodnější vlastnosti než čistý neon. Některé barvy se vytvářejí směsí několika plynů. V současnosti vyrábějí někteří výrobci signální doutnavky i v netypických barvách, třeba i bílé. U těchto bývá použit luminofor na stěnách baňky a směs plynů, která vytváří značný podíl záření v ultrafialové oblasti. Barvu světla pak převážně určuje použitý luminofor. Takto jsou vyráběny např. jasně zeleně svítící doutnavky pro vypínače.

## Použití doutnavek

### Návěstní (signalizační) doutnavky

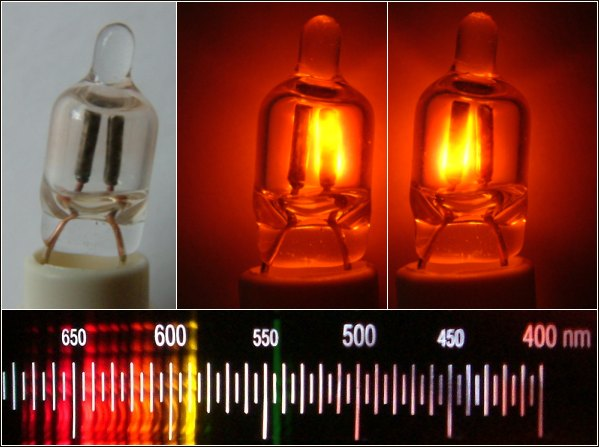
Nejobvyklejší doutnavka a její světelné spektrum

Mohou mít tvar trubičky či kapky s drátovými vývody, nebo jsou konstruovány s paticí závitovou nebo bajonetovou, do níž bývá vložen nezbytný předřadný rezistor. U některých typů je vršek baňky proveden jako čočka. Vyrábějí se i jako sufitky s použitím např. ve zkoušečkách známých pod označením fázovky. Rezistor bývá u sufitových žárovek (sufitek) předřazen jako samostatný prvek. Miniaturní doutnavka s předřazeným rezistorem bývá často použita jako signalizace, vestavěná přímo do vypínače (ať už se jedná o elektroinstalační prvek, nebo o přístrojový vypínač). Také se vyrábějí kontrolky různých tvarů a rozměrů, které obsahují vestavěnou doutnavku. Doutnavky mají malou spotřebu, běžně několik mA.
V některých případech se využívá jevu, že se doutnavka rozsvítí teprve při dosažení zápalného napětí. Nejčastěji to bylo používáno např. ve starších fotoblescích, kde rozsvícení doutnavky indikovalo nabití kondenzátoru přístroje a možnost odpálení záblesku. Někdy byla doutnavka zároveň i součástí jednoduché nabíjecí automatiky přístroje.

### Zkoušečky

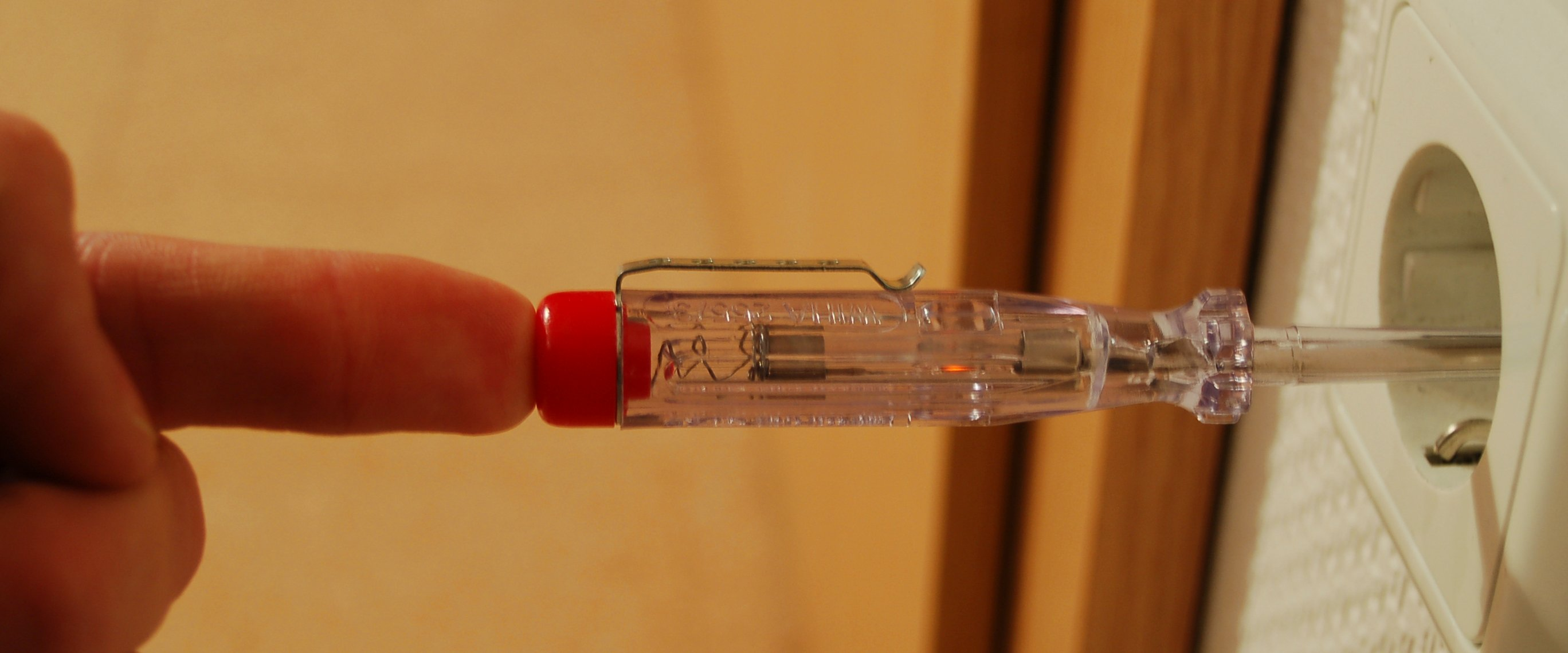
Doutnavková zkoušečka (fázovka) v akci

Rozsvícení při přivedení napětí, vyššího než zápalné, je využito také v různých zkoušečkách (lidově zvaných "fázovky"), kdy se doutnavka rozsvěcuje teprve při napětí, které považujeme za nebezpečné. Zároveň se využívá vlastnosti, že pro svit doutnavky stačí nepatrný proud, který může bez nebezpečí úrazu a pocitového vjemu procházet lidským tělem. Ve zkoušečce je obvykle doutnavka se zápalným napětím kolem 70 V v sérii s rezistorem vysoké hodnoty (cca nad 2 megaohmy dle typu), který by měl být ve speciálním bezpečném provedení. Obvykle bývá jeden pól doutnavky spojen se zkušebním hrotem a druhý přes předřazený rezistor s dotekovou ploškou. Pokud se někdo dotýká dotykové plošky, proud se uzavírá tělem a pokud je rozdíl potenciálů dostatečně velký, doutnavka svítí.

### Světelný zdroj
Elektrody a náplň je obdobná jako u návěstních doutnavek. Vyráběly se i v provedení, připomínající běžné žárovky se závitem E14 a E27. Vytvářejí slabé, oranžové světlo při poměrně malé spotřebě, např. jako orientační osvětlení, osvětlení temných komor pro fotografii apod. V současnosti se vyrábějí pro dekorační účely. Elektrody mohou mít např. tvar různých nápisů, reklam, náboženských a politických motivů, květin, plamínku apod. Může být využita kombinace jak viditelného světla, vytvořeného kolem katody, tak světélkování luminoforů v jedné baňce, čímž vzniká kombinace odlišných barev. Nestabilní doutnavý výboj může vytvářet i iluzi plápolajícího plamene svíčky.
Různé typy doutnavek se používaly jako zdroj stroboskopického světla, zejména ve starších gramofonech.

### Stabilizátory napětí

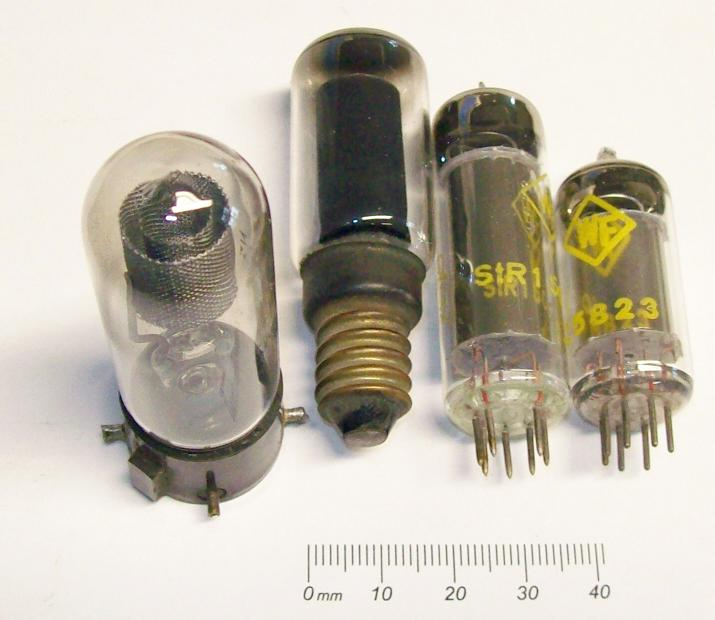
Doutnavkové stabilizátory

Využívá se úseku BC voltampérové charakteristiky. Zátěž se připojuje paralelně k doutnavce. Pro správnou funkci je třeba zajistit, aby zatěžovací proud byl několikrát menší než proud doutnavky.
Pro tyto účely byly vyráběny speciální provedení doutnavek, často s rozměrnými, asymetricky provedenými elektrodami pro odvod ztrátového výkonu, u kterých bývalo nutné dodržovat polaritu napětí. Vyráběly se i vícenásobné stabilizátory v jedné baňce, uspořádané jako koncentricky umístěné válce (jeví se jako sériově zapojené doutnavky čili napěťový dělič). Vnitřní elektroda je anoda, kolem ní je válec, který slouží vnitřním povrchem jako katoda, a svým vnějším povrchem jako anoda pro další doutnavku. Takto byl např. běžně tvořen čtyřnásobný stabilizátor. Typické maximální proudy stabilizačních doutnavek bývaly dle typu od několika mA do desítek až stovek mA, při stabilizačních napětích od cca 50 do zhruba 180 V na doutnavku. U některých bývaly pro snadnější zapálení výboje pomocné elektrody.
Uplatnění jako stabilizátor doutnavka v současnosti ztrácí. Její náhradou je Zenerova dioda.

### Generátor pilových kmitů napětí
Připojíme-li k doutnavce paralelně kondenzátor s předřazeným rezistorem, nabíjí se kondenzátor tak dlouho, až dosáhne zapalovacího napětí doutnavky. V tom okamžiku nastane výboj, který se však přeruší, jakmile napětí na kondenzátoru klesne na zhášecí napětí. V tom okamžiku výboj zhasne, vybíjení se přeruší a kondenzátor se začne opět nabíjet. Průběh je takový, že se kondenzátor pomalu nabíjí a rychle vybije. Toto řešení bylo v historii používáno např. u osciloskopů pro vytváření časové základny, nebo v různých časovacích relé. Pro tyto účely se v minulosti vyráběly speciální doutnavky s obsahem radionuklidu. Zápalné napětí je potom dlouhodobě stabilnější.

### Ochrana proti přepětí
Doutnavky je možné použít jako ochranu proti přepětí. Používá se buď oblast kolem zápalného napětí (malé proudy), nebo až po oblast, kde přechází doutnavý výboj do obloukového. Používaly se mj. na ochranu citlivých polovodičových součástek, v telefonní technice aj. Použití je obdobné jako u bleskojistek. Jejich použití v této oblasti je v současnosti malé, byly vytlačeny používáním výhodnějších způsobů ochrany (varistory, transily, bleskojistky apod.).

### Znakové výbojky

Digitron

Na stejném principu jsou konstruovány znakové výbojky, většinou označované jako digitrony. Ve společné baňce je umístěna anoda, někdy v podobě jemné síťky nebo tenkého drátu, a sada katod ve tvaru číslic, symbolů apod. Přivedením provozního napětí mezi příslušnou katodu a anodu dojde k rozsvícení doutnavého výboje kolem příslušné katody a je vidět svítící symbol v jejím tvaru. V jedné baňce jsou umístěny např. všechny číslice 0–9, popř. i desetinná tečka, nebo sada různých znaků (třeba +, –, :, symbol veličiny…). Z těchto jednotek se skládaly displeje hodin, měřících přístrojů a dalších zařízení. Raritou jsou digitrony ve tvaru ciferníku hodin, ve kterých místo ručiček a někdy i číslic sloužily svítící katody.
S nástupem jiných typů displejů (VFD, LED) byly digitrony postupně vytlačeny, byť v současnosti prožívají jistou renesanci ve sběratelských kruzích.